# Ivy League
L'Ivy League, Lliga Ivy o Lliga de l'Heura, és una associació de vuit universitats privades del nord-est dels Estats Units d'Amèrica que compten amb un gran prestigi. Aquestes universitats són també conegudes com Les Vuit Antigues, ja que set d'elles van ser fundades abans de la Declaració d'Independència dels Estats Units.
Tot i que l'Ivy League era en principi una lliga esportiva, el terme ha transcendit aquest significat i es refereix principalment a connotacions d'excel·lència acadèmica i elitisme social d'aquestes universitats, associades tradicionalment a la classe alta blanca i protestant del nord-est. En aquest sentit, destaquen per uns percentatges d'admissió extremadament baixos, dotacions multimilionàries i posicions entre els vint primers llocs en rànquings universitaris nacionals i internacionals.

## Membres
Les universitats membres de l'Ivy League són les següents: 
- Universitat de Brown, a Providence, Rhode Island, fundada el 1764 com College of Rhode Island
- Universitat de Colúmbia, a Nova York, Nova York, fundada el 1754 com King's College
- Universitat Cornell, a Ithaca, Nova York, fundada el 1865
- Dartmouth College, a Hanover, Nou Hampshire, fundada el 1769
- Universitat Harvard, a Cambridge, Massachusetts, fundada el 1636
- Universitat de Pennsilvània (sovint anomenada Penn), a Filadèlfia, Pennsilvània, fundada el 1755 com Academy of Philadelphia
- Universitat de Princeton, a Princeton, Nova Jersey, fundada el 1746 com College of New Jersey
- Universitat Yale, a New Haven, Connecticut, fundada el 1701 com Collegiate School

Així doncs, Harvard és la més antiga i l'única fundada durant el segle XVII; Cornell és la més nova i l'única establerta després de la Declaració d'Independència dels Estats Units. Totes estan en Estats diferents tret de Colúmbia i Cornell, totes dues a Nova York.
Penn i Colúmbia tenen les ubicacions més clarament urbanes, totes dues en ciutats que superen el milió d'habitants. Brown, Yale i Harvard també es poden considerar urbanes, ja que se situen en ciutats de vora 100.000 habitants; Harvard en particular es troba a tocar de Boston, la localitat més gran i important de Nova Anglaterra. La ubicació de Princeton se sol classificar com a "suburbana", mentre que Cornell i Dartmouth són decididament universitats situades en entorns rurals.
La taula següent compara les vuit institucions segons diversos paràmetres i dades de caràcter més numèric, tot i que no necessàriament objectiu: quant als rànquings d'universitats, cal no oblidar que en molts casos són mesures de l'èxit dels alumnes, o l'impacte de la recerca, no una anàlisi de la qualitat de l'experiència estudiant o de la docència.
| Universitat | Estudiants de pregrau | Estudiants de postgrau | Ràtio estudiant-professor | Percentatge d'admissió (2019) | Dot financer (en milions de dòlars) | Classificació nacional segons US News & World Report (2021) | Classificació mundial segons el rànquing de Xangai (2020) |
| ----------- | --------------------- | ---------------------- | ------------------------- | ----------------------------- | ----------------------------------- | ----------------------------------------------------------- | --------------------------------------------------------- |
| Brown       | 6.632                 | 2.501                  | 6:1                       | 7%                            | 4.700                               | 14                                                          | 101-150                                                   |
| Colúmbia    | 8.842                 | 18.272                 | 6:1                       | 5%                            | 11.260                              | 3                                                           | 7                                                         |
| Cornell     | 14.743                | 6.239                  | 9:1                       | 11%                           | 7.200                               | 18                                                          | 12                                                        |
| Dartmouth   | 4.417                 | 2.154                  | 7:1                       | 8%                            | 6.000                               | 13                                                          | 201-300                                                   |
| Harvard     | 9.950                 | 21.616                 | 6:1                       | 5%                            | 41.900                              | 2                                                           | 1                                                         |
| Penn        | 9.960                 | 11.825                 | 6:1                       | 8%                            | 14.900                              | 8                                                           | 19                                                        |
| Princeton   | 5.267                 | 2.946                  | 5:1                       | 6%                            | 25.900                              | 1                                                           | 6                                                         |
| Yale        | 4.664                 | 7.357                  | 6:1                       | 6%                            | 31.201,7                            | 4                                                           | 11                                                        |

## Equips esportius
| - Brown Bears - Columbia Lions - Cornell Big Red - Dartmouth Big Green |  | - Harvard Crimson - Princeton Tigers - Penn Quakers - Yale Bulldogs |

## Galeria

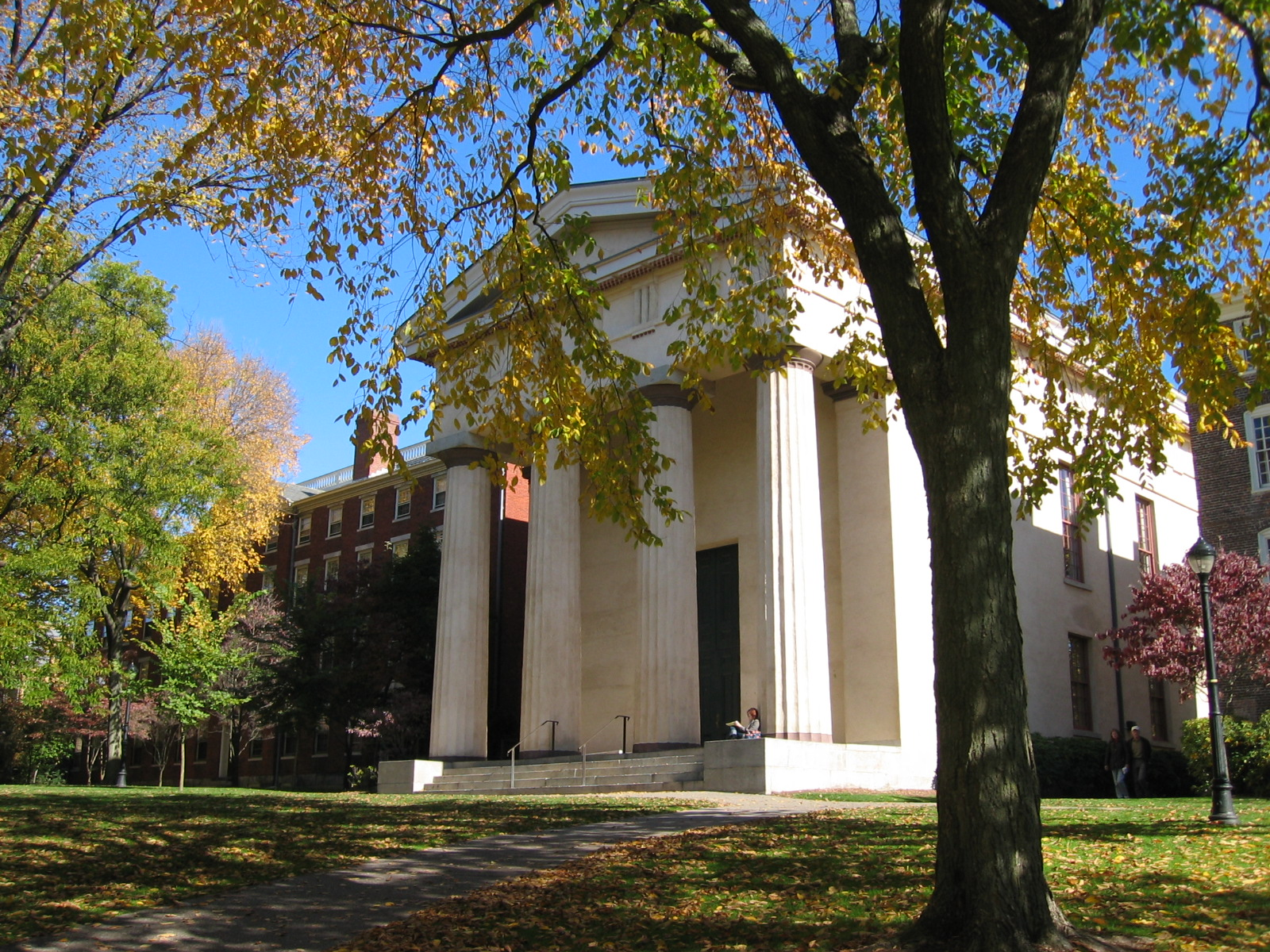
Brown University
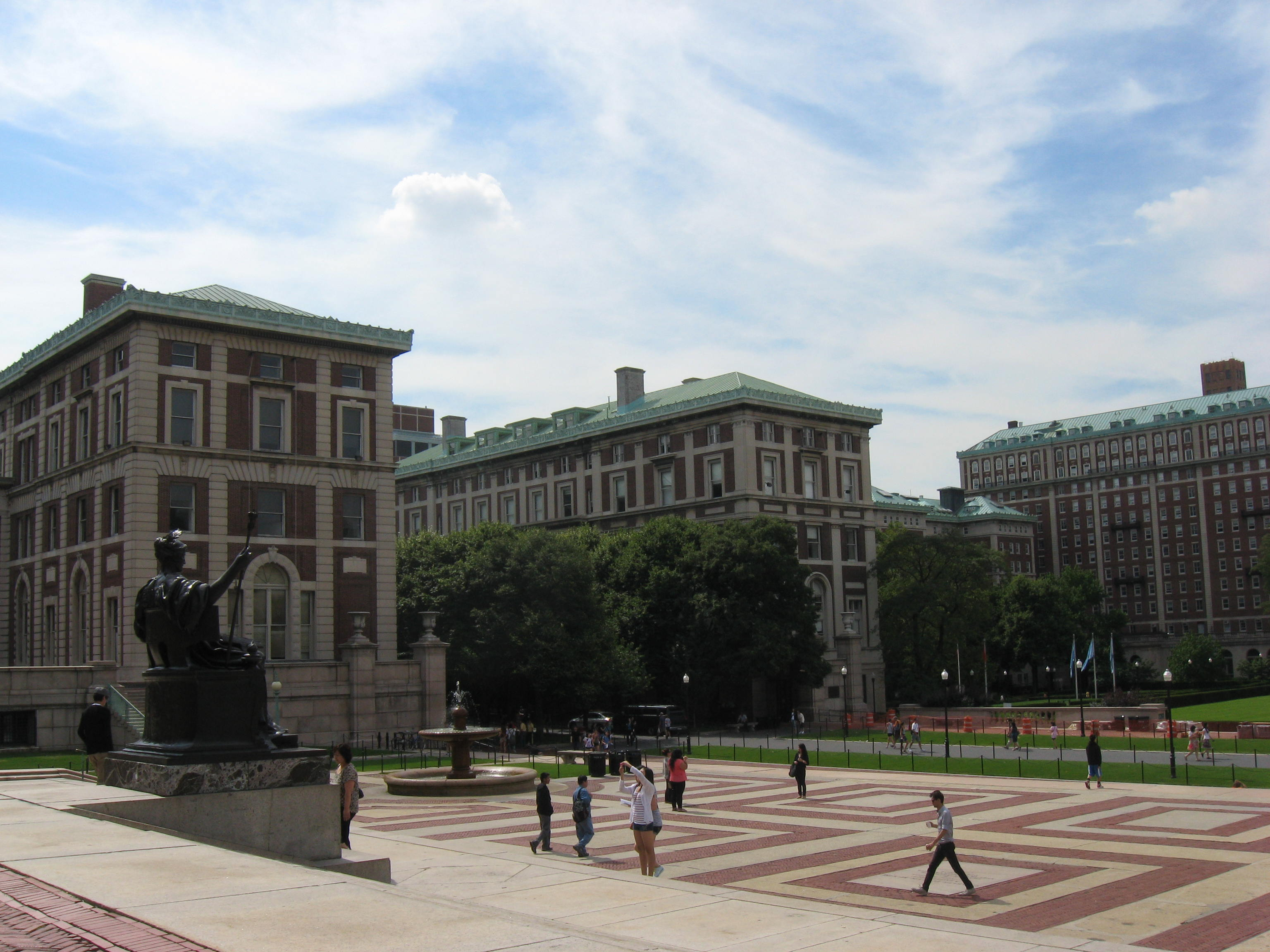
Columbia University
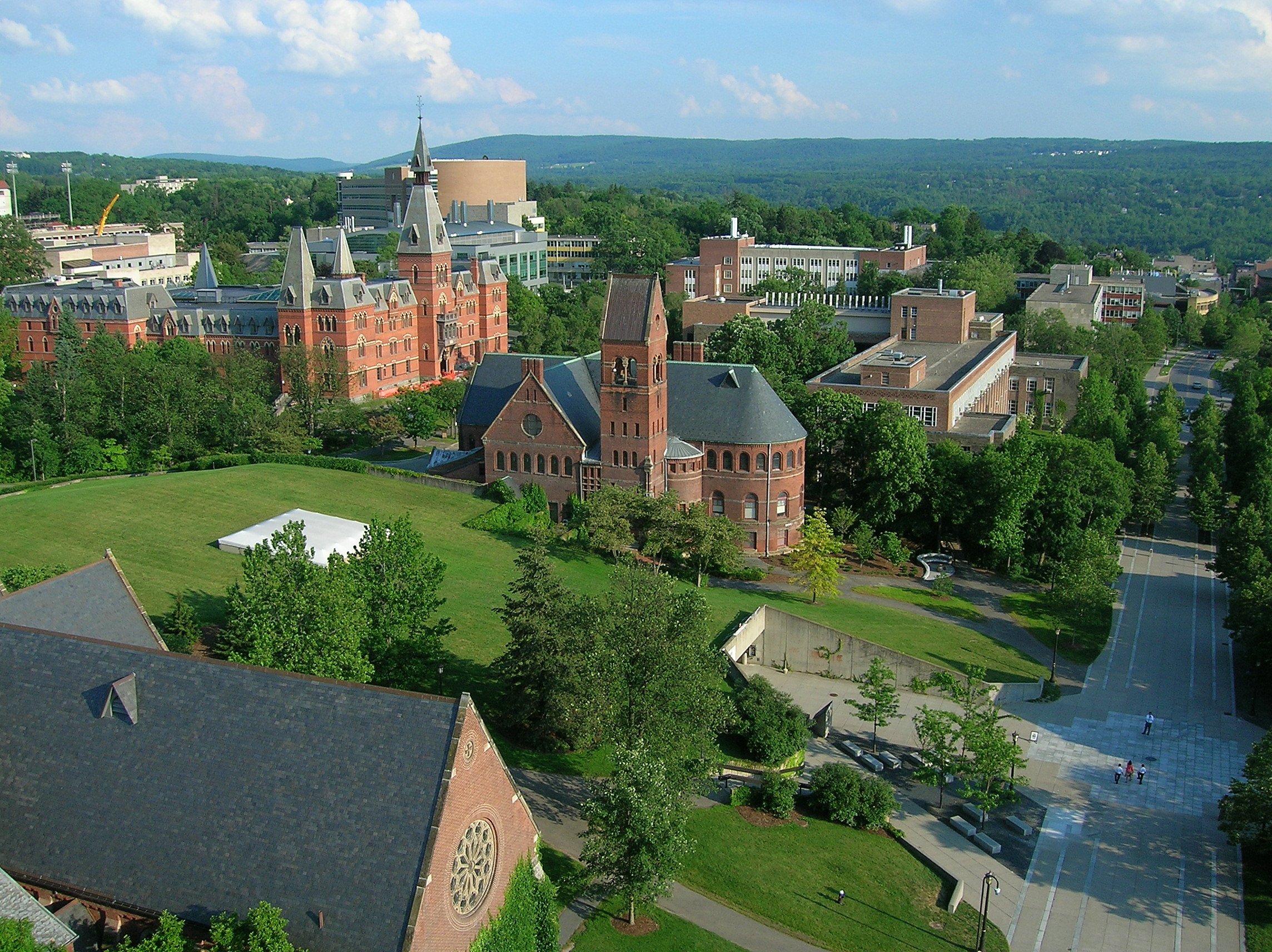
Cornell University
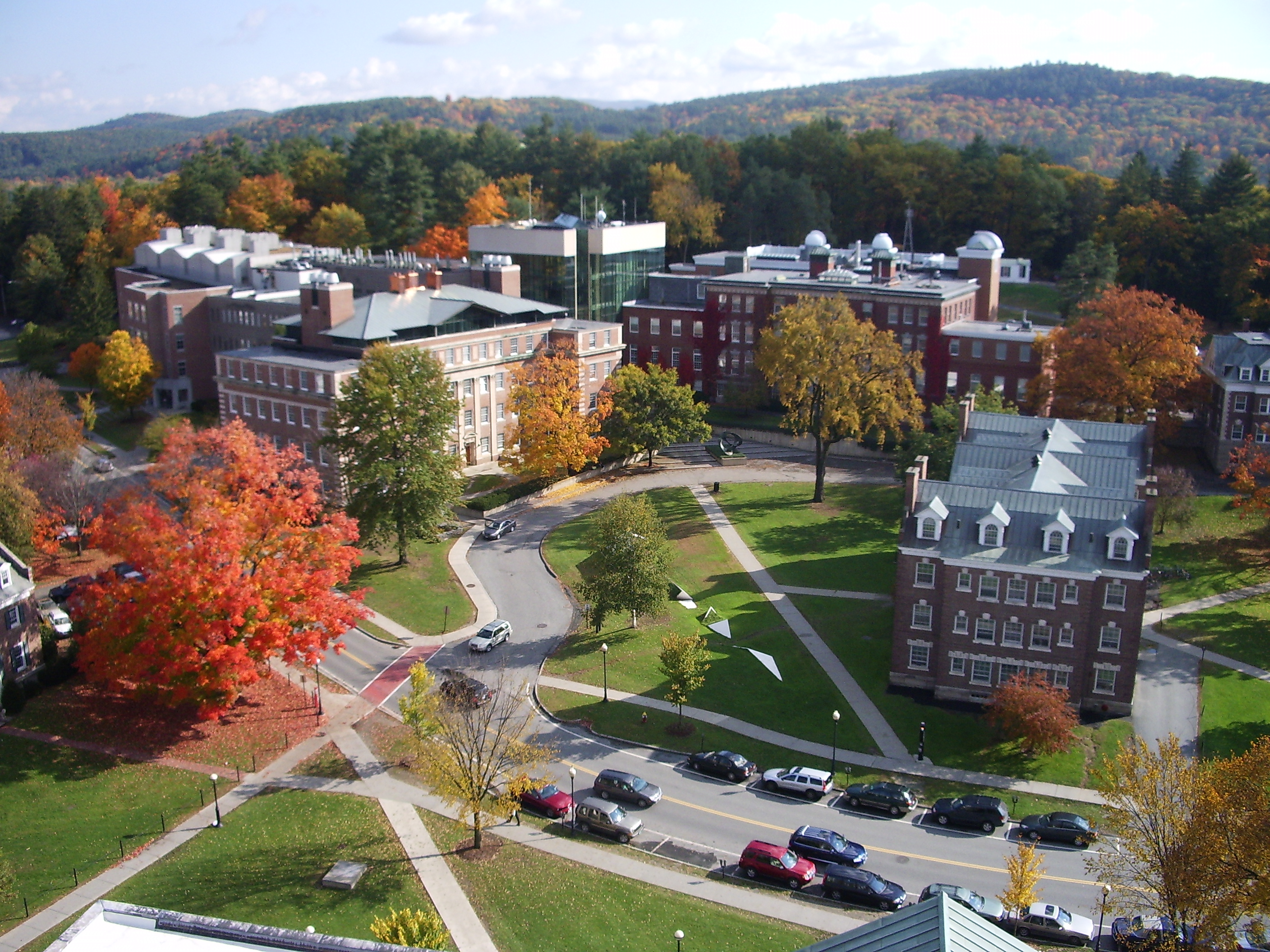
Dartmouth College
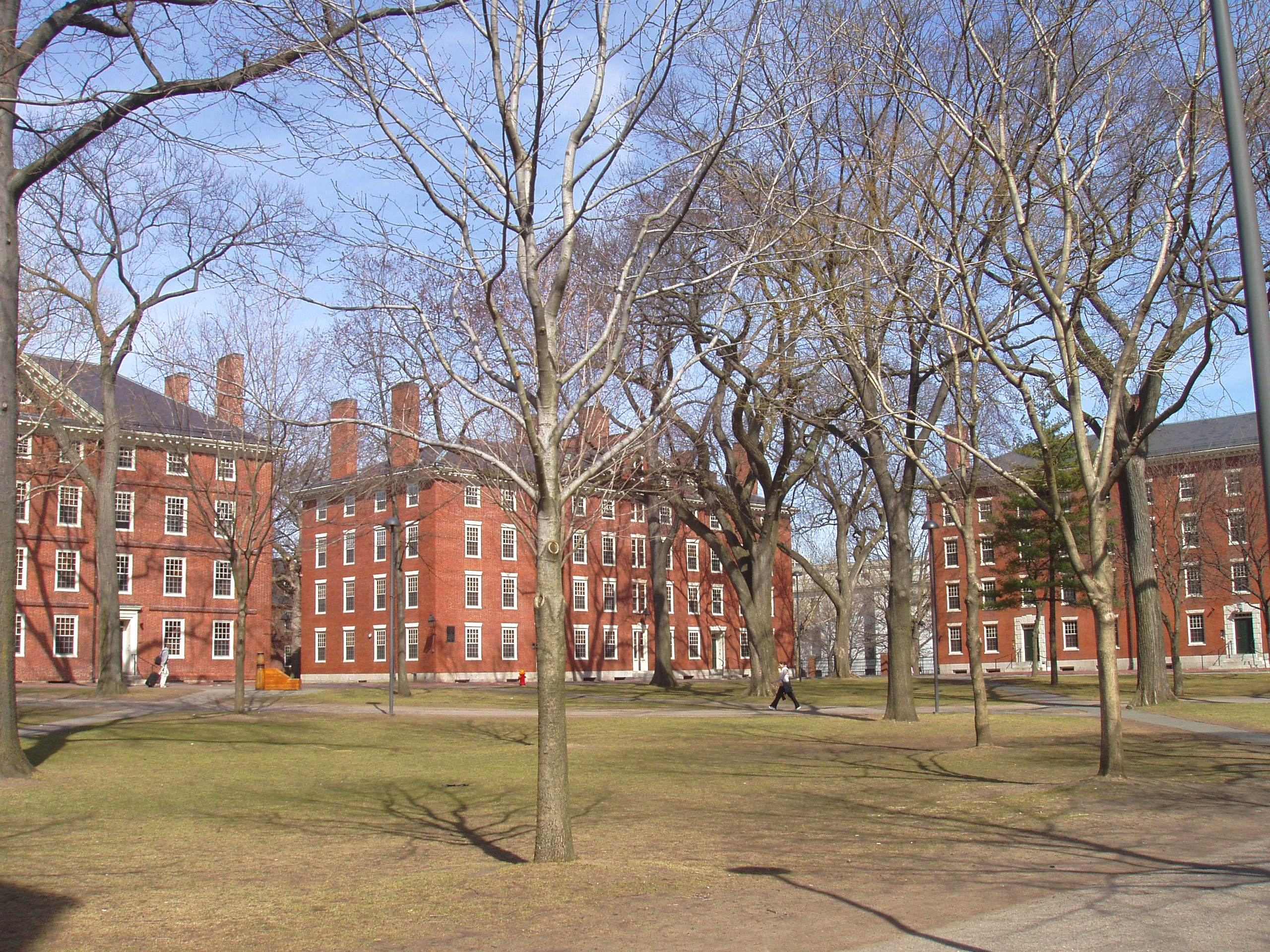
Harvard University
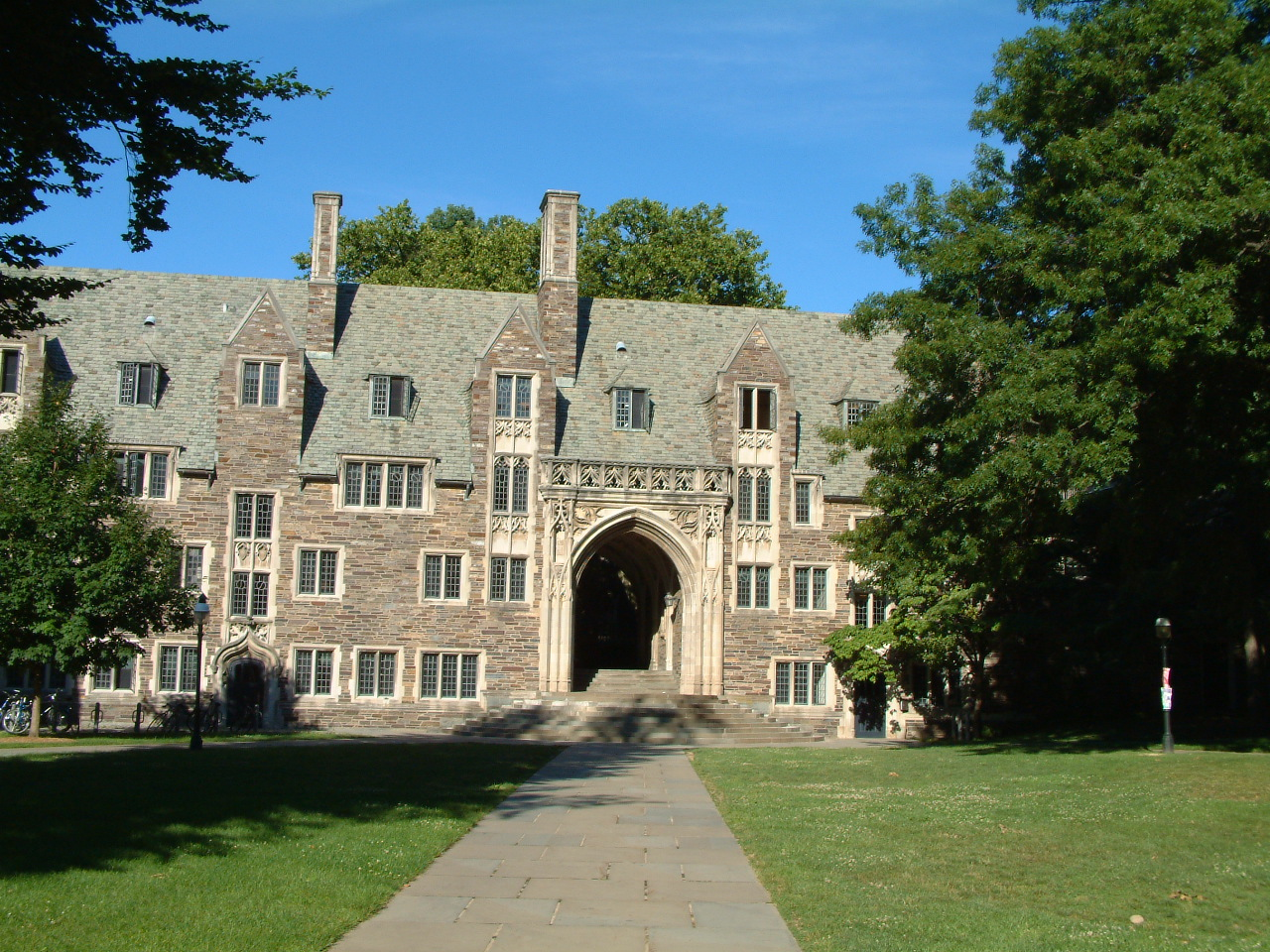
Princeton University
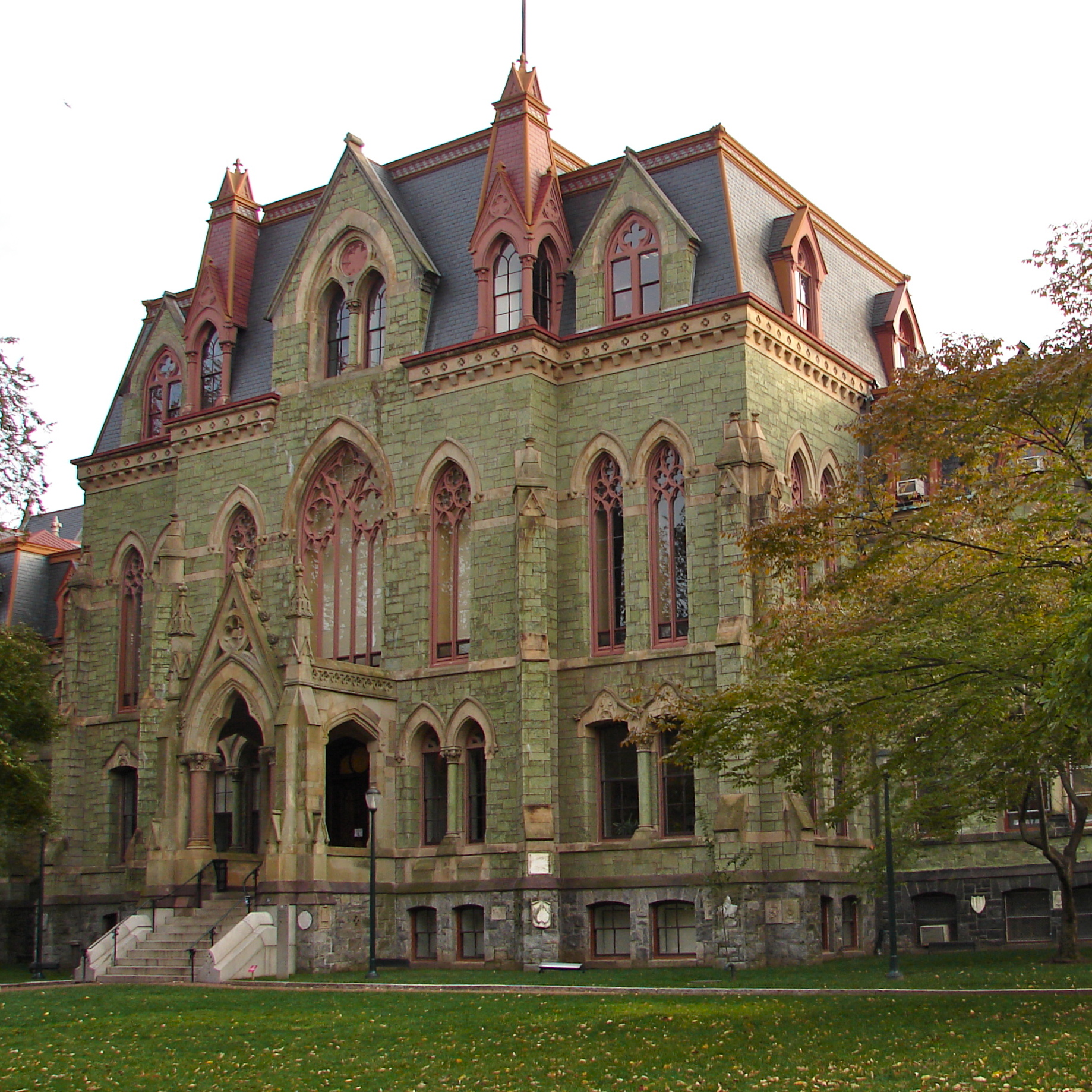
Universitat de Pennsylvania
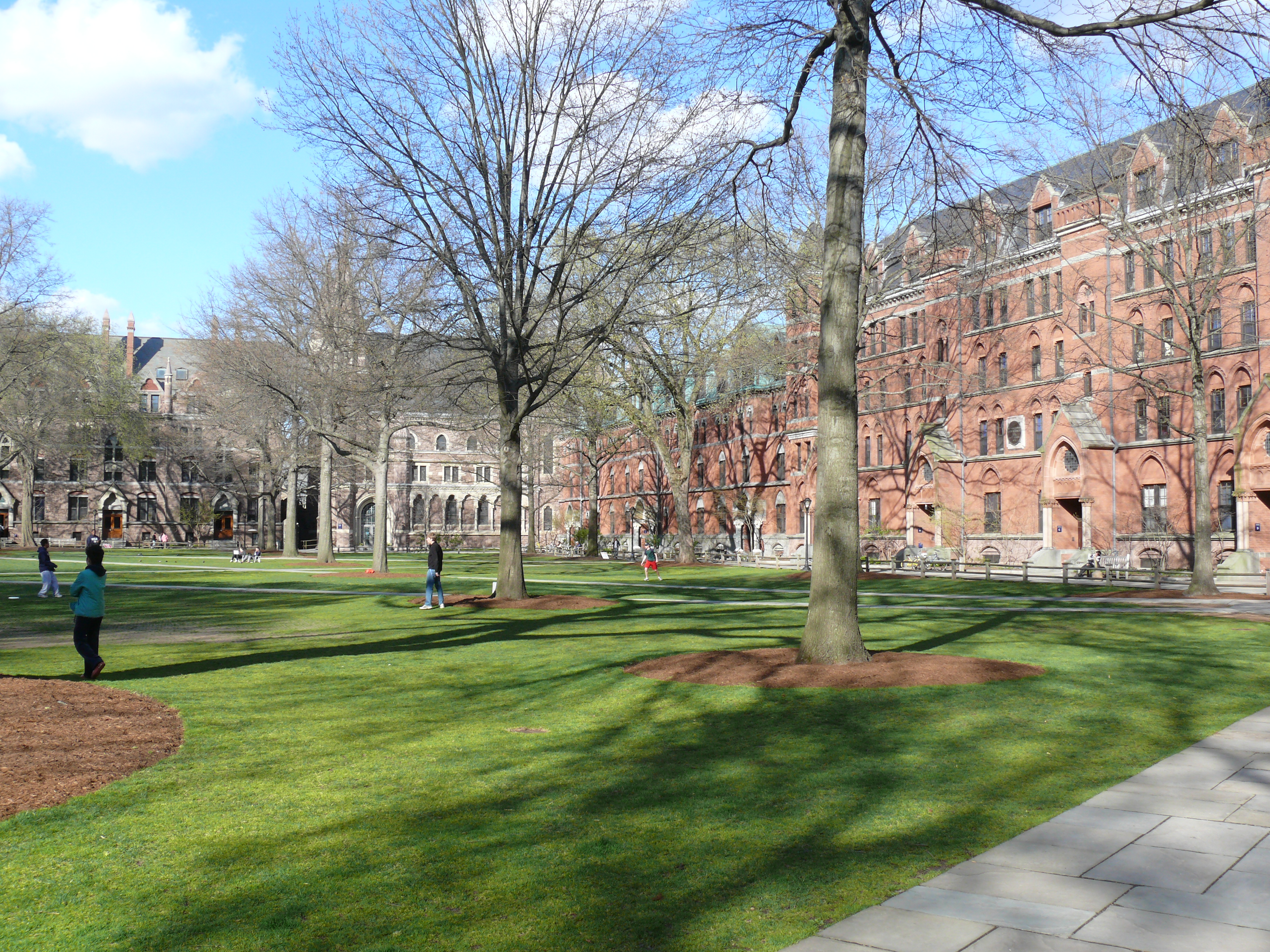
Yale University

## Història
Tot i que els indicis per a la formació de l'Ivy League van aparèixer deu anys abans, els primers passos oficials es van fer l'any 1945, quan els vuit presidents d'aquestes universitats van iniciar les negociacions per a la formació d'una lliga conjunta de futbol americà per tal de preservar el valor de aquest esport, però igualment per preservar el valor de la vida acadèmica. El primer pas per organitzar la competició dins de la lliga es va fer l'any 1952 amb l'anunci que a partir de la tardor de 1953 cada universitat jugaria amb cada universitat del grup almenys una vegada cada cinc anys. Aquest pla es va canviar el 1954 quan els presidents van anunciar que hi hauria un concurs anual de futbol americà a partir del 1956 i van autoritzar competicions similars en diversos altres esports. Des de 1977, hi ha competicions de futbol americà, futbol, bàsquet, i en algunes universitats també de beisbol, hoquei, tennis, natació, lluita lliure. Més tard, es van afegir córrer, golf i rem. A mitjans dels anys setanta també es van introduir campionats femenins, primer de bàsquet i hoquei sobre gel, i més tard en altres esports.

## Rivalitats
Tot i que aquest grup d'universitats d'elit es considera part d'una lliga, al llarg dels anys s'han desenvolupat moltes rivalitats. Princeton i Pennsylvania han estat rivals de bàsquet durant anys. Cornell i Harvard són rivals des de fa temps a l'hoquei, i Harvard i Penn al futbol americà. Moltes altres universitats de la Ivy League també tenen serioses rivalitats esportives. La rivalitat entre Yale i Princeton es considera la segona més antiga dels EUA. Les competicions es van fer tan populars que els jocs es van començar a jugar a Nova York perquè els espectadors poguessin venir des de lluny a veure els jocs. La popularitat dels atletes i les rivalitats van aportar molta popularitat a les escoles, així com els ingressos de la venda d'entrades.
També hi ha rivalitats acadèmiques entre universitats. Aquestes rivalitats es reflecteixen principalment en opinions sobre quina universitat té els millors graduats, quina ofereix les millors beques, quins personatges famosos es van graduar de quina universitat, etc.

## Assoliments
Cadascuna de les universitats de la Ivy League té èxits significatius. Tots ells tenen una certa reputació i cada universitat té excel·lents programes que es distingeixen principalment en els camps de la medicina i el dret, cosa que els converteix en una de les universitats més buscades del món. A l'hora de seleccionar estudiants, tothom és molt rigorós per garantir només els millors i més intel·ligents estudiants. Moltes persones famoses es van graduar en una de les universitats de la Ivy League, com ara recents presidents dels EUA George Bush, Bill Clinton i Barack Obama. El prestigi d'aquestes universitats fa pensar a molts que només són per als rics i l'elit. Les empreses, principalment despatxos d'advocats, instal·lacions mèdiques i grans corporacions, sovint busquen graduats de l'Ivy League com a empleats potencials.

### Ivy Plus
El terme "Ivy Plus" de vegades s'utilitza per indicar una comparació o associació positiva amb la Ivy League, sovint acadèmicament. El terme es va utilitzar per descriure les Little Ivies, un grup de petites universitats d'arts liberals al nord-est dels Estats Units. Altres usos comuns són Public Ivy, Hidden Ivies i Southern Ivy.
El terme Ivy Plus s'utilitza de vegades per referir-se a les vuit institucions originals (en aquest context els "Ancient Eight"), més diverses altres escoles amb finalitats d'associació d'antics alumnes, consorcis universitaris, o comparacions de dotacions. En el seu llibre Untangling the Ivy League, Zavel escriu: «La inclusió d'escoles que no són de l'Ivy League sota aquest terme és habitual per a algunes escoles i extremadament rara per a altres». Entre aquestes altres escoles, el Massachusetts Institute of Technology i la Universitat Stanford s'inclouen gairebé sempre. La Universitat de Chicago i la Universitat de Duke també hi participen sovint.